# Jean Charest
Pour les articles homonymes, voir Charest.
Jean Charest /ʒɑ̃ ʃɑʁɛ/, né le 24 juin 1958 à Sherbrooke (Québec), est un avocat et un homme politique canadien. Il est le 29e premier ministre du Québec du 29 avril 2003 au 19 septembre 2012.
En politique fédérale, il est brièvement vice-premier ministre du Canada en 1993 puis chef du Parti progressiste-conservateur de 1993 à 1998. Il s'est notamment fait connaître au Québec en tant que vice-président du comité du « non » lors du référendum québécois de 1995.
Il se lance ensuite en politique provinciale, en prenant la direction du Parti libéral du Québec en 1998 et devient le premier ministre du Québec à la suite de l'élection générale de 2003 qui porte au pouvoir un gouvernement majoritaire libéral.
Après un second mandat avec un gouvernement minoritaire, Charest revient avec un nouveau gouvernement majoritaire pour son troisième mandat. Ce mandat est marqué par des allégations de financement douteux, des scandales dans le secteur de la construction et le refus longtemps répété de Charest d'instituer une enquête publique concernant la collusion du financement des partis politiques et la corruption dans le monde de la construction. Après une pétition de 247 379 signatures demandant sa démission en 2011 et une importante grève étudiante en 2012, Charest est battu dans sa circonscription lors des élections générales du 4 septembre 2012 alors que son parti perd le pouvoir au profit du Parti québécois.
Il tente un retour en politique lors de la course à la chefferie du Parti conservateur du Canada, en 2022, mais est battu par Pierre Poilievre.
En 2025, il est annoncé que Charest fera partie d'un Conseil sur les relations canado-américaines, celui-ci mis sur pied par Justin Trudeau en réponse aux tarifs douaniers de Donald Trump.

## Biographie

### Études en droit et politique fédérale
Né John James Charest en 1958, il est le fils de Claude Charest et de Rita Leonard, une Irlando-Canadienne à qui il doit son prénom. Son père est un conservateur de longue date mais ne s'implique pas en politique active, et le père de celui-ci a été organisateur politique pour l'Union nationale à Sherbrooke dans les années 1930. Le jeune Charest complète ses études collégiales au Séminaire de Sherbrooke puis entreprend un baccalauréat en droit à l'Université de Sherbrooke. Sa mère décède prématurément en 1976 alors qu'il est encore aux études, ce qui l'affecte beaucoup. La même année, il a 18 ans et vote pour le Parti québécois aux élections générales.
Avant même d'être diplômé en 1980, il est en couple avec Michèle Dionne, sa future épouse avec qui il aura trois enfants, dont Antoine Dionne Charest. Ils se marient le 21 juin 1980, à Sherbrooke. Il effectue un stage à l'Aide juridique, puis est admis au Barreau du Québec en 1981, en tant que « John James » (prénom d'ailleurs demeuré au bottin des avocats). Il exerce initialement son métier à Sherbrooke au sein du cabinet Beauchemin Dussault, mais ne plaide que huit causes avant de commencer à s'intéresser sérieusement à la politique fédérale et aux progressistes-conservateurs. Le Parti progressiste-conservateur connaît alors des tensions internes et Jean Charest se range d'abord dans le camp du chef Joe Clark, (premier ministre de 1979 à 1980), mais va vite lui préférer Brian Mulroney qui va ravir la direction en 1983. Lors des élections de 1984, Charest est porté par une vague bleue et remporte la circonscription de Sherbrooke, acquise au Parti libéral du Canada depuis 1968 (le PC obtient la plus grande majorité parlementaire de l'histoire du pays). À son arrivée à Ottawa, son allure jeune, notamment sa chevelure ébouriffée, détonne. On lui offre quand même le poste de vice-président adjoint de la Chambre des communes, qu'il occupe jusqu'en 1986.
On lui propose ensuite, à l'âge de 28 ans, le titre de ministre d'État à la Jeunesse au sein du cabinet du premier ministre Brian Mulroney. C'est le plus jeune membre du conseil des ministres de l'histoire du Parlement. Puis, il est nommé en 1988 leader adjoint du gouvernement et ministre d'État à la Condition physique et au Sport amateur. C'est donc lui qui doit imposer une suspension au sprinter canadien Ben Johnson, épinglé pour dopage aux Jeux olympiques de Séoul.
En 1990, il doit toutefois démissionner après avoir commis l'imprudence de contacter le juge Macerola, qui lui reprochait d'avoir tenté de faire pression dans un dossier opposant un entraîneur d'athlétisme et sa fédération,. Il est par la suite placé à la tête d'un comité parlementaire spécial sur la résolution de l'Accord du lac Meech en 1990, et c'est ce qui le fera revenir sous les projecteurs. Il sera en 1991 réintégré au cabinet, puis nommé ministre de l'Environnement. Avec Lucien Bouchard, il participe aux négociations préliminaires qui aboutissent à l'accord de Kyoto.

#### Chef du Parti progressiste-conservateur du Canada
Brian Mulroney démissionne du poste de chef du Parti progressiste-conservateur et premier ministre en 1993, empêtré dans la controverse. Charest se porte candidat à sa succession. Il arrive deuxième derrière la ministre de la Défense, Kim Campbell. Jean Charest est nommé vice-premier ministre et ministre de l'Industrie, des sciences et technologies dans le cabinet éphémère de Campbell.
Lors de l'élection de 1993, les progressistes-conservateurs sont balayés du pouvoir. Seulement deux des 295 candidats du parti sont élus : Charest et Elsie Wayne. En tant qu'unique membre restant de ce qui devait être le dernier cabinet progressiste-conservateur, Charest est nommé chef intérimaire du parti, et est confirmé au poste en avril 1995. Entre-temps, il est chargé de cours en science politique à l'Université Concordia en 1994 et en 1995.
Avant d'être confirmé dans ses fonctions de chef du parti, Charest lance un effort pour rebâtir le parti. Lors de l'élection de 1997, les conservateurs récoltent 19 % des suffrages, remportant 20 des 301 sièges, principalement dans les provinces maritimes. Le parti revient de loin, mais Charest est déçu par les résultats. Il avait en outre proposé de réduire les impôts, de faire une alternative à Jean Chrétien, de réviser la loi sur les armes à feu et de créer une charte des droits des victimes. Il s'était lié avec ceux qui dénonçaient la possibilité d'une partition de la province en cas de séparation.

#### Campagne référendaire de 1995
Jean Charest, tout comme Jean Chrétien, premier ministre libéral du Canada ou encore Daniel Johnson du Parti libéral du Québec, fait campagne pour le « NON » en tant que chef du Parti conservateur du Canada. Il est le vice-président du Comité national des Québécoises et des Québécois pour le NON lors du référendum québécois de 1995.

### Chef du Parti libéral du Québec
En avril 1998, Jean Charest se plie à la très grande pression publique et politique et quitte la politique fédérale pour entrer dans la politique provinciale, en prenant la direction du Parti libéral du Québec. Charest est en effet considéré comme le meilleur espoir des fédéralistes québécois pour vaincre le gouvernement souverainiste du Parti québécois. (Le Parti libéral du Québec n'est pas affilié avec les libéraux fédéraux bien qu'il l'ait déjà été à une époque.)
Quelques mois plus tard, Jean Charest est élu député de la circonscription de Sherbrooke aux élections générales du 30 novembre 1998. Les libéraux, sous Charest, récoltent un plus grand nombre de votes que le Parti québécois lors de l'élection mais la perdent, le Parti québécois remportant toutefois suffisamment de sièges pour former un autre gouvernement majoritaire. Par rapport à l'élection générale de 1994 (alors que les libéraux étaient dirigés par Daniel Johson fils), libéraux et péquistes récoltèrent presque le même nombre de sièges à l'Assemblée nationale du Québec. Du 15 décembre 1998 au 29 avril 2003, Jean Charest est chef de l'opposition officielle du Québec.
Peu avant la campagne électorale de 1998, Charest avait écrit son autobiographie. Aussi, l'éditorialiste en chef de La Presse, André Pratte, en avait écrit une semblable à la même époque.
À l'élection du 14 avril 2003, Charest mène ses troupes libérales à une victoire majoritaire, mettant fin à neuf ans de gouvernements du Parti québécois. Durant la campagne, sa promesse centrale est celle de la « réingénierie de l'État ». Il affirme détenir désormais un mandat pour réformer les soins de santé, geler les frais de scolarité, baisser les impôts, réduire les dépenses et faire des réductions dans le rôle de l'État. Jean Charest, le 29e premier ministre du Québec, est assermenté par la lieutenante-gouverneure Lise Thibault le 29 avril 2003.

### Premier ministre du Québec

#### Premier mandat

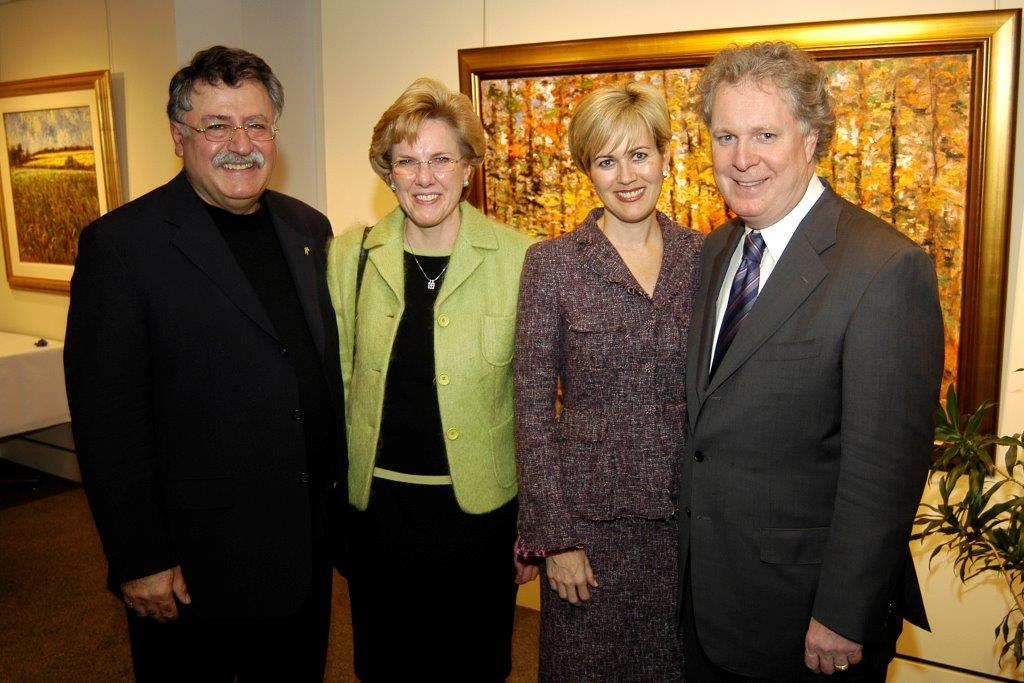
Jean Charest et sa femme aux côtés de Samir Sammoun en 2005.

Ses deux premières années en tant que premier ministre sont marquées par une opposition féroce envers ses politiques de la part de divers groupes sociaux et des syndicats. L'antagonisme et la négativité entre le gouvernement et les employés du secteur public, ainsi que l'absence des baisses d'impôts promises qui se font toujours attendre, contribuent à rendre son gouvernement extrêmement impopulaire auprès du public. Certains ont suggéré que Charest pourrait être candidat à la direction du Parti conservateur du Canada advenant une défaite électorale éventuelle de Stephen Harper [réf. nécessaire].
Plusieurs crises importantes marquent le premier mandat du gouvernement Charest. La crise du C. difficile, la crise du logement, la crise du financement universitaire, l'effondrement du viaduc de la Concorde, la fusillade au collège Dawson, les accommodements raisonnables, les problèmes environnementaux des « algues bleues » et la tentative de réforme du mode de scrutin comptent parmi les événements plus difficiles qui marquent ces premières années.

#### Second mandat

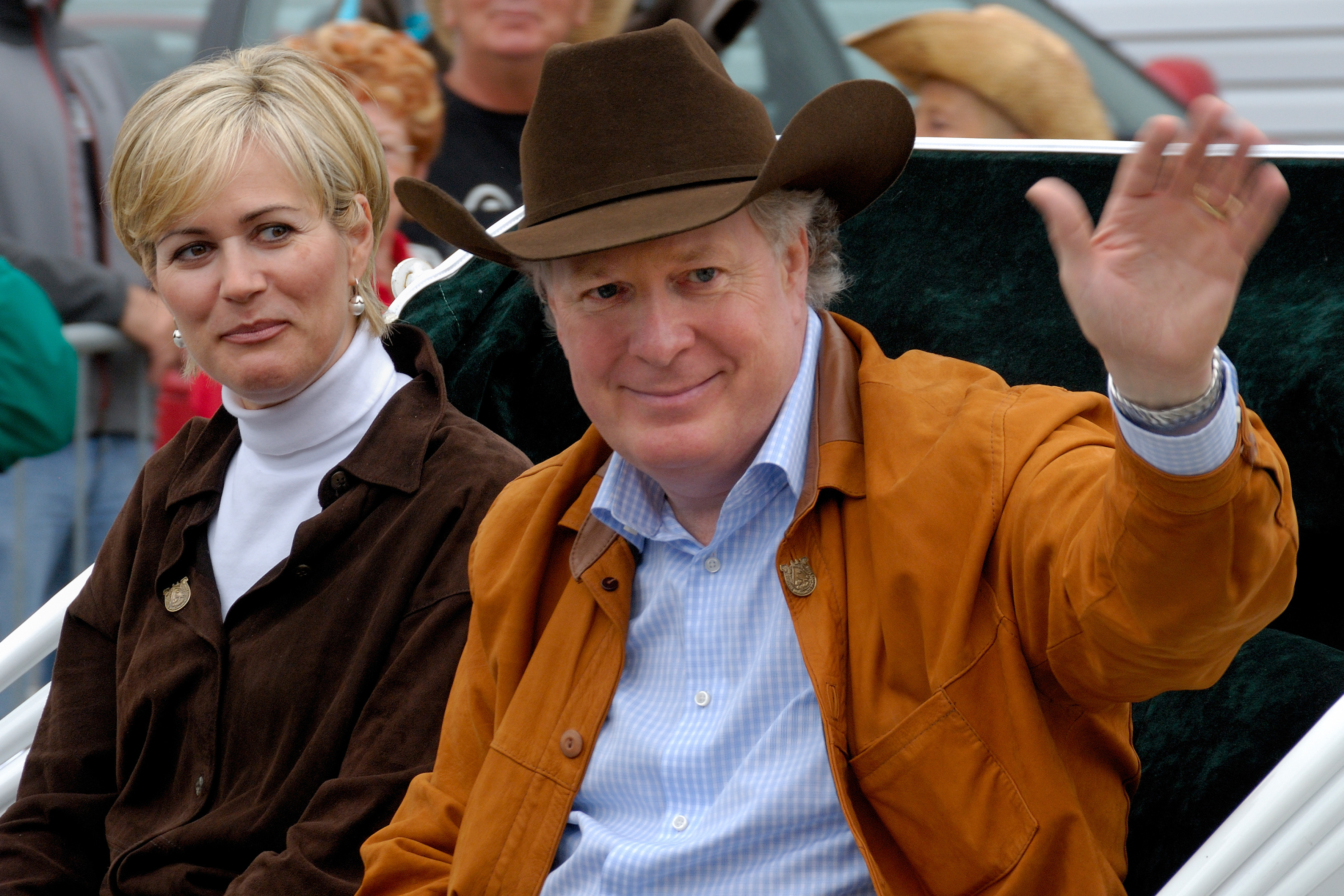
Jean Charest et sa conjointe, Michèle Dionne, participent au défilé du Festival western de Saint-Tite en septembre 2008.

Jean Charest est réélu premier ministre lors de l'élection québécoise de 2007. Toutefois, son gouvernement devient minoritaire. Son parti fait élire 48 députés, obtenant 33 % des votes. Les deux autres principaux partis, l'Action démocratique du Québec (dirigée par Mario Dumont) et le Parti québécois (dirigé par André Boisclair) font respectivement élire 41 députés (31 % des votes) et 36 députés (28 % des votes). Dans sa circonscription, Sherbrooke, Jean Charest obtient 36,56 % des votes, devançant de peu le candidat du Parti québécois, Claude Forgues.
Le 18 avril 2007, Jean Charest annonce un cabinet ministériel réduit à 18 ministres dit « paritaire ». Dans les faits, ce cabinet compte 19 ministres si l'on inclut le premier ministre avec plus d'hommes (10) que de femmes (9). Ce cabinet représente tout de même une première dans la province en termes de représentativité féminine, ce qui est très bien accueilli de la part des médias et de la population.

#### Troisième mandat

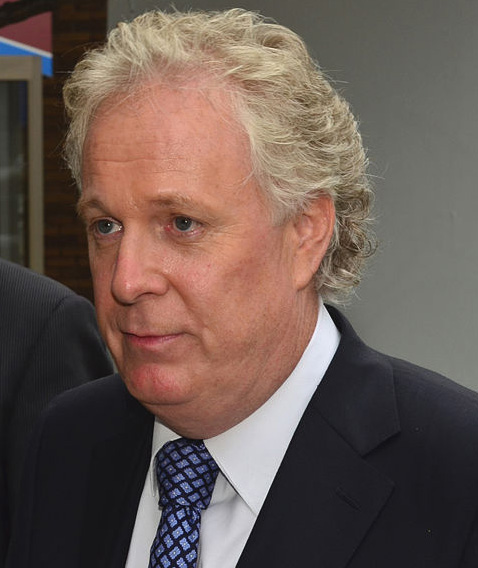
Jean Charest en 2012.

Lors de l'élection québécoise de 2008, le Parti libéral de Jean Charest est redevenu majoritaire, mais avec une faible majorité en obtenant 66 sièges sur 125 avec 42 % des voix. Durant son troisième mandat, Jean Charest fait face à une conjoncture économique fortement défavorable, ainsi qu'à une dette publique avoisinant les 122 milliards.
Son troisième mandat est aussi ponctué de plusieurs allégations de financement douteux du Parti libéral du Québec ainsi qu'une multitude de scandales dans le secteur de la construction au Québec, la perte de 39,8 milliards de la Caisse de dépôt et placement du Québec et l'affaire Marc Bellemare (ex-ministre de la Justice sous le gouvernement Charest). Celui-ci alléguait en 2010 avoir déjà subi des pressions de collecteurs de fonds du PLQ lors de la nomination de juges en 2003. Afin de faire la lumière, le gouvernement Charest va créer la commission Bastarache, où le premier ministre lui-même témoignera pour sa défense. Mais la polémique sur le refus du premier ministre à propos d'une enquête publique concernant la collusion du financement des partis politiques et la corruption dans le monde de la construction perdure. Un sondage indique en 2011 que 77 % des Québécoises et Québécois exige une telle enquête. En réponse, la commission Charbonneau ne sera finalement créée qu'en 2012, devant le mécontentement jusque dans les rangs du parti au pouvoir. Cette fois, Charest n'a pas été appelé à témoigner publiquement, bien qu'il l'eût souhaité. Il s'est toutefois entretenu quelques heures avec les enquêteurs et la procureure de la commission en mai 2014.
En février 2011, l'unique député de Québec solidaire Amir Khadir dépose à l'Assemblée nationale une pétition demandant la démission du premier ministre libéral ayant rassemblé 247 379 signatures.

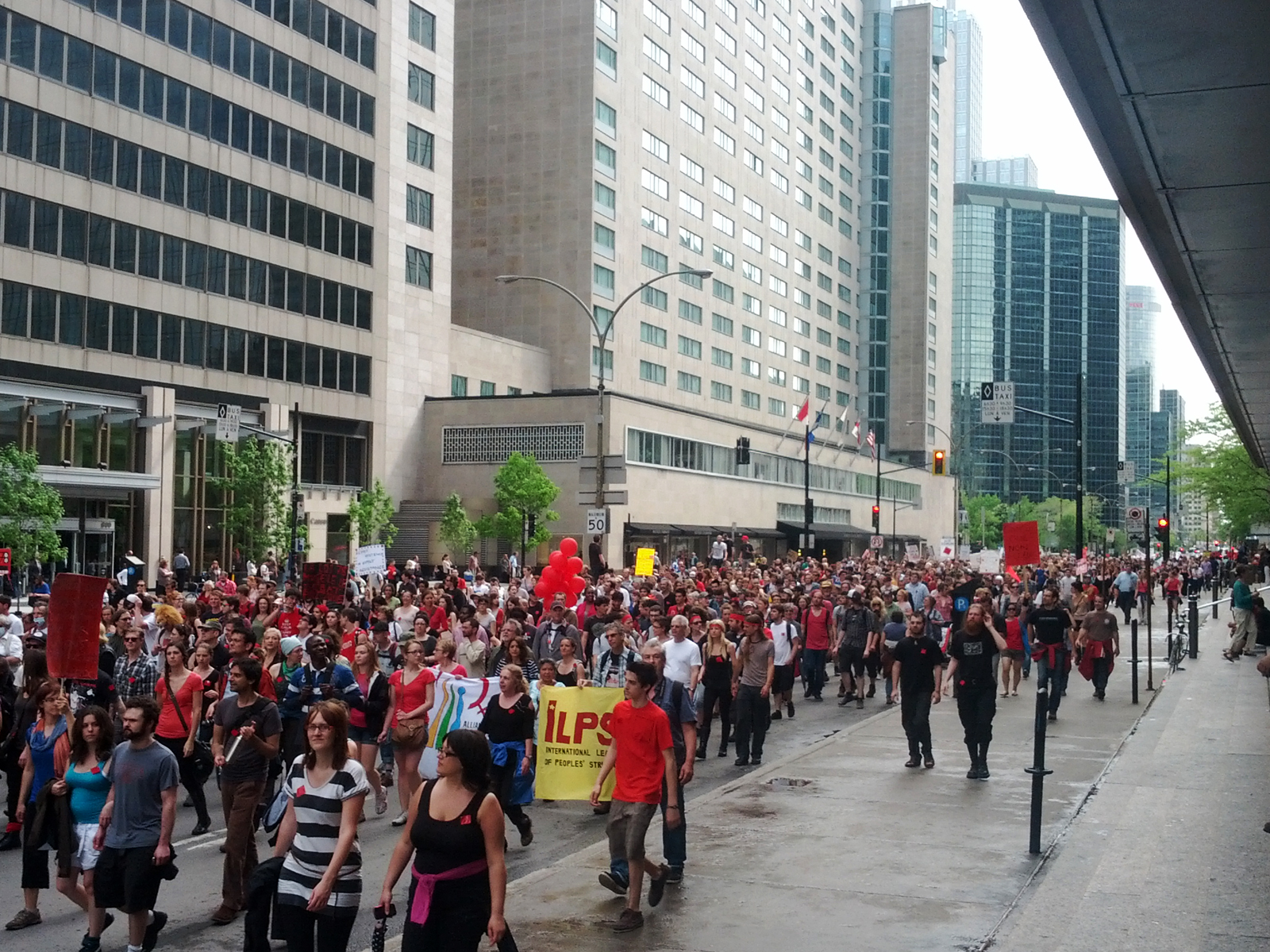
Jean Charest a affronté la grève étudiante québécoise de 2012.

En février 2012, une partie des étudiants du Québec entame une grève, qui trouve l’appui de certaines associations étudiantes et d'une partie de la société. Cette grève conteste la mise en place d'une hausse de 1 772 $ des frais de scolarité sur sept ans, soit 82 %. À son apogée, cette grève regroupe plus de 350 000 étudiants post-secondaire et est, dès lors, considérée comme la plus longue protestation de l'histoire du Québec.
Pendant les 6 mois que durera cette grève, Jean Charest refusera de rencontrer les leaders étudiants durant les quatre premiers mois,, et finira par aller leur serrer la main et discuter pendant 30 minutes, sans pour autant prendre part aux négociations. Il élaborera et mettra en place le projet de loi 78, loi 12 (abrogée dès le 20 septembre par les péquistes). Cette loi va être grandement critiquée par une majorité de la société québécoise qui sortira alors dans la rue tous les soirs pour taper sur des casseroles. Amnesty International et l'ONU exprimeront leur inquiétude par rapport aux restrictions qu'impose cette loi pour les libertés fondamentales,,. S'ensuivront de nombreuses manifestations un peu partout dans la province avec une manifestation nocturne tous les soirs à Montréal. Lors de cette grève, certains observateurs dénoncent la « méthode musclée » des autorités. Brutalité et profilage des « carrés rouges » qui ne seront jamais remis en cause par Jean Charest et son gouvernement qui, au contraire, appuieront la SQ et les autres corps policiers,.
Cet évènement est alors utilisé comme argument pour déclencher, durant l'été, l'élection de 2012 qui a lieu le 4 septembre. Le Parti québécois est alors porté au pouvoir, pour former un gouvernement minoritaire et le Parti libéral devient l'opposition officielle. Jean Charest, après plus de vingt ans comme député, est défait dans sa propre circonscription, Sherbrooke, où le péquiste Serge Cardin est élu. Le 5 septembre 2012, au lendemain de cette défaite, Jean Charest annonce sa démission comme chef du Parti libéral du Québec. Philippe Couillard lui succédera au terme d'une course à la chefferie.

### Après la politique

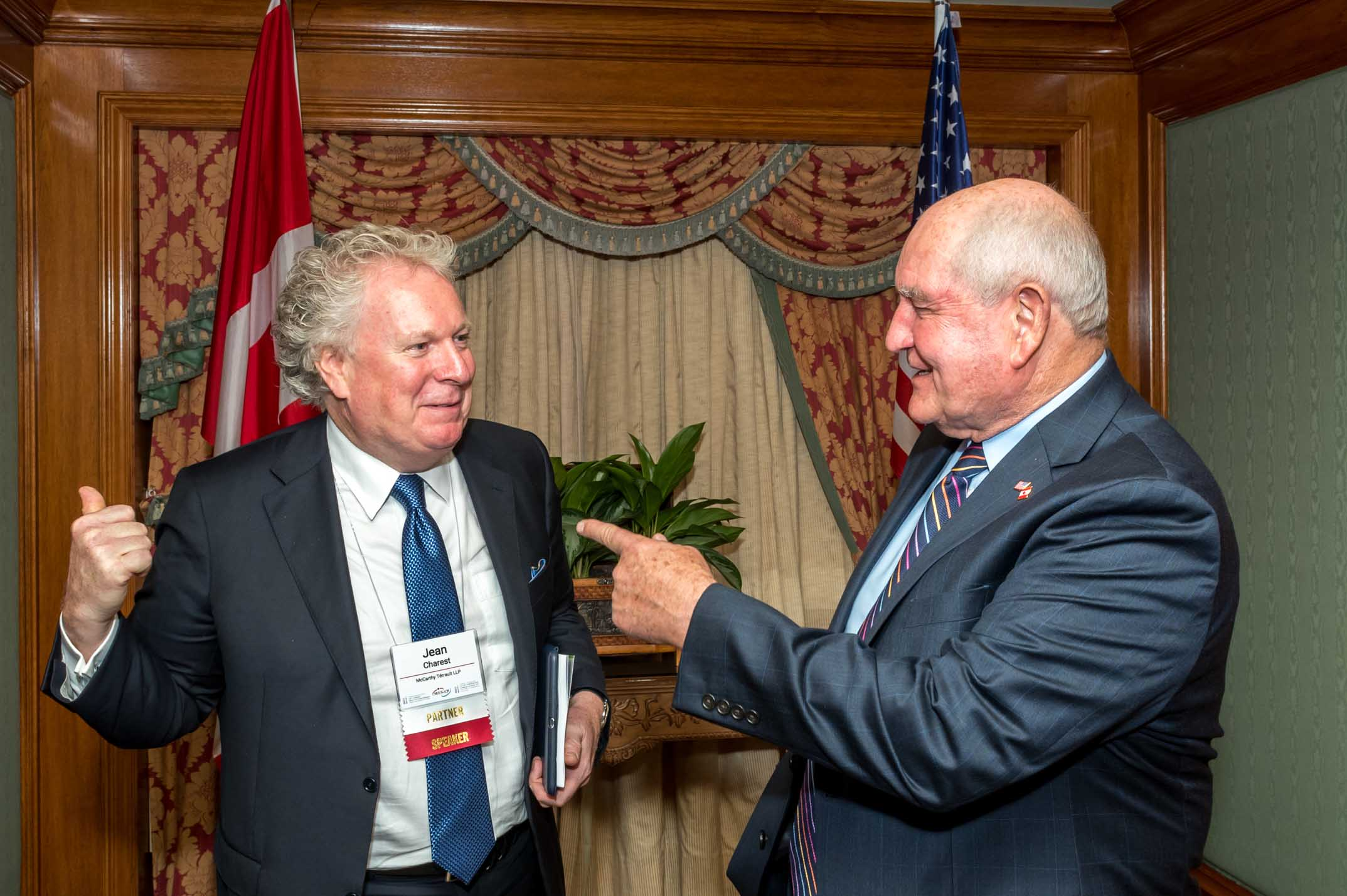
Jean Charest avec Sonny Perdue, secrétaire d'État américain à l'Agriculture, lors de la visite de celui-ci au Canada en juin 2017.

À la suite de cette démission, il réintègre la pratique du droit en janvier 2013 en se joignant au cabinet McCarthy Tétrault à Montréal, et en novembre 2013 devient président du conseil des gouverneurs de l'Idée fédérale, un groupe de réflexion sur le fédéralisme canadien cofondé par André Pratte.
La controverse le rattrape en 2014 alors que Radio-Canada mentionne que des policiers se seraient intéressés à une activité de financement l'ayant impliqué avant son accession au pouvoir. Puis en 2016, le Journal de Montréal révèle, preuves à l'appui, que lui, l'ex collecteur de fonds déchu du Parti libéral Marc Bibeau et des dizaines d'autres personnes liées au PLQ dont Line Beauchamp et Violette Trépanier auraient fait l'objet d'une enquête criminelle par l'Unité permanente anticorruption (UPAC). Des listes de passages aux douanes canadiennes depuis 2003 et des informations personnelles, familiales et bancaires concernant Charest et Bibeau auraient notamment été obtenues dans le cadre de l'enquête baptisée « Mâchurer », mais aucune accusation n'a été déposée. L'UPAC, corps d'ailleurs créé sous le gouvernement Charest, enquêtait sur un présumé « pont d'or » au sein duquel d'importantes sommes d'argent auraient été accordées par des entreprises désireuses de voir Jean Charest devenir chef du Parti libéral lors de la course de 1998, mais aussi lorsqu'il était premier ministre entre 2003 et 2012. En novembre 2017, lors d'une rare allocution publique en marge du 150e anniversaire du Parti, le principal intéressé nie avec énergie ces allégations, qu'il qualifient d'inquiétantes faussetés, tout en critiquant sévèrement le travail de l'UPAC et des médias. En février 2022, l'enquête est officiellement close sans qu'aucune accusation ne soit portée contre lui.
En septembre 2022, Jean Charest poursuit le gouvernement du Québec pour 2 millions de dollars en dommages et intérêts, car selon lui, des informations confidentielles sur sa vie privée auraient été transmises aux médias durant l'enquête Mâchurer. En avril 2023, la Cour supérieure du Québec condamne le gouvernement du Québec à verser 385 000 dollars à Charest. À la suite de cette victoire, il décide d'augmenter le montant réclamé de 717 000 dollars pour abus de procédure. En avril 2024, dans un deuxième procès, la Cour supérieure conclut que Charest a échoué à démontrer un abus de procédure de la part du gouvernement québécois. Celui-ci n'aura donc pas l'obligation de verser un montant d'argent additionnel à l’ancien premier ministre. 
En janvier 2024, Charest quitte le cabinet McCarthy Tétrault dû à la limite d'âge et rejoint le groupe Therrien Couture Joli-Cœur.

### Course à la chefferie du Parti conservateur du Canada
En 2022, Jean Charest se présente comme candidat pour la chefferie du Parti conservateur du Canada.
Son premier arrêt de campagne se fait à Calgary, en Alberta, afin de donner des gages aux nombreux conservateurs vivant dans l'Ouest canadien. Tout au long de la course, Pierre Poilievre est à la tête des intentions de vote. Le 10 septembre 2022, n'ayant seulement recueilli que 16,07 % des voix, Charest est largement défait par Poilievre, qui recueille 68,15 % du vote des militants, ce qui rend un second tour inutile. Selon d'anciens stratèges conservateurs, la longue décennie entre le retrait de Jean Charest de la vie politique active en 2012 et son retour en 2022 est un facteur important dans sa défaite. À la suite de celle-ci, il retourne travailler dans le secteur privé, tout en continuant de militer pour le Parti conservateur.

## Distinctions honorifiques
- Membre du Conseil privé de la Reine pour le Canada (1986)[42]

### Ordres, médailles et prix
- Médaille de la Foreign Policy Association, la plus haute distinction remise à des individus pour souligner leur contribution à une meilleure compréhension des affaires internationales (2022)[43]
- Médaille du jubilé de diamant de la reine Élisabeth II (2012)[44]
- Commandeur de la Légion d'honneur (2008)[45]
- Grand-croix de l'Ordre de la Pléiade (2007)
- Ordre bavarois du Mérite (2007)[46]
- Médaille du jubilé d'or d'Élisabeth II (2002)[47]
- Médaille commémorative du 125e anniversaire de la Confédération du Canada (1992)
- Prix de la South Australian International Climate Change Leadership (2010)
- Médaille de l'Academy of Distinguished Canadians and Americans of the Maple Leaf Foundation (2009)
- Prix Vanier (1989)

### Doctorats honorifiques
- Université Pierre-Mendès-France (29 novembre 2009)[48]
- Champlain College (en) (2011)
- Université Bishop's (2013)
- Université canadienne de Dubaï (2016)
- Université Lakehead (2016)

## Culture populaire
- En 1998, le chanteur québécois Mononc' Serge écrit une chanson satirique, Le Frisé, à propos de Jean Charest[49].
- Au lendemain des élections québécoises du 14 avril 2003, le groupe de rap québécois Loco Locass a composé et distribué gratuitement l'année suivante la chanson Libérez-nous des libéraux.
- En 2004, il est la cible d'un bombardement Google. La recherche des termes « mouton insignifiant » ou simplement « insignifiant » dans le moteur de recherche Google donnait comme premier résultat sa biographie officielle[50].
- Un moment comique resté dans les annales diplomatiques franco-québécoises survient en 2009 lorsque, fraîchement débarqué à Paris, Charest est accueilli au Sénat par le député français Pierre Lasbordes qui lui dit « j'espère que vous "n'avez pas trop la plotte à terre" », croyant qu'il s'agissait là d'une expression québécoise courante. Or, ce n'était pas le cas et le terme « plotte » est plutôt vulgaire en argot québécois. Voulant bien faire, c'est un employé du député qui aurait déniché l'expression sur un site internet, où « avoir la plotte à terre » était erronément traduit par « être très fatigué »[51].
- Le 16 août 2011, il a fait l'objet d'une fausse nouvelle le présentant pour mort. Un pirate informatique a piraté le site du quotidien Le Devoir entre 1 h et 2 h du matin et a rédigé un article l'annonçant décédé d'une crise cardiaque. L'attaché de presse du premier ministre fait rapidement rectifier la nouvelle ainsi que le journal victime de piratage[52]. Bon joueur, le premier ministre déclare à la blague que «ce n'était pas la première fois» que Le Devoir proclamait sa mort (au sens politique), «sauf que c'est la première fois qu'il l'aborde sous cet angle-là»[53].
- En avril 2012, une plaisanterie du premier ministre cause une controverse. Alors qu'il donne une allocution sur le Plan Nord au Palais des congrès de Montréal, des manifestants étudiants se ruent devant l'entrée. Puis Charest déclare à la blague que le Plan Nord permettra à « ceux qui frappaient à notre porte » d'avoir plus tard un emploi, « dans le Nord autant que possible ». Le soir même, le premier ministre s'excuse publiquement regrette que ses propos aient à tort été interprétés comme s'il prenait le conflit étudiant à la légère[54].

## Résultats électoraux fédéraux

### Résultats électoraux de Jean Charest
À venir.

### Résultats électoraux du Parti progressiste-conservateur du Canada sous Charest
À venir.

## Résultats électoraux provinciaux

### Résultats électoraux de Jean Charest
|       | Nom                      | Parti               | Nombre de voix | %      | Maj. |
| ----- | ------------------------ | ------------------- | -------------- | ------ | ---- |
|       | Jean Charest             | Libéral             | 15 093         | 47,4 % | 907  |
|       | Marie Malavoy (sortante) | Parti québécois     | 14 186         | 44,6 % | -    |
|       | Patrick C. Rouillard     | Action démocratique | 2 171          | 6,8 %  | -    |
|       | Normand Gilbert          | Indépendant         | 169            | 0,5 %  | -    |
|       | Christian Meunier        | Bloc pot            | 166            | 0,5 %  | -    |
|       | Christian Simard         | Loi naturelle       | 53             | 0,2 %  | -    |
| Total | Total                    | Total               | 31 838         | 100 %  |      |

|       | Nom                    | Parti               | Nombre de voix | %      | Maj.  |
| ----- | ---------------------- | ------------------- | -------------- | ------ | ----- |
|       | Jean Charest (sortant) | Libéral             | 16 403         | 46,9 % | 2 597 |
|       | Marie Malavoy          | Parti québécois     | 13 806         | 39,5 % | -     |
|       | Peter Downey           | Action démocratique | 4 169          | 11,9 % | -     |
|       | Normand Gilbert        | UFP                 | 496            | 1,4 %  | -     |
|       | Serge Lachapelle       | Marxiste-léniniste  | 64             | 0,2 %  | -     |
| Total | Total                  | Total               | 34 938         | 100 %  |       |

|       | Nom                    | Parti               | Nombre de voix | %      | Maj.  |
| ----- | ---------------------- | ------------------- | -------------- | ------ | ----- |
|       | Jean Charest (sortant) | Libéral             | 13 136         | 36,6 % | 1 332 |
|       | Claude Forgues         | Parti québécois     | 11 804         | 32,9 % | -     |
|       | Michel Dumont          | Action démocratique | 6 409          | 17,8 % | -     |
|       | Christian Bibeau       | Québec solidaire    | 2 263          | 6,3 %  | -     |
|       | Steve Dubois           | Vert                | 2 203          | 6,1 %  | -     |
|       | Hubert Richard         | Indépendant         | 115            | 0,3 %  | -     |
| Total | Total                  | Total               | 35 930         | 100 %  |       |

|       | Nom                    | Parti               | Nombre de voix | %      | Maj.  |
| ----- | ---------------------- | ------------------- | -------------- | ------ | ----- |
|       | Jean Charest (sortant) | Libéral             | 13 694         | 45,2 % | 2 314 |
|       | Laurent-Paul Maheux    | Parti québécois     | 11 380         | 37,6 % | -     |
|       | Jacques Joly           | Action démocratique | 2 074          | 6,9 %  | -     |
|       | Christian Bibeau       | Québec solidaire    | 1 948          | 6,4 %  | -     |
|       | Steve Dubois           | Vert                | 1 016          | 3,4 %  | -     |
|       | Hubert Richard         | Indépendant         | 158            | 0,5 %  | -     |
| Total | Total                  | Total               | 30 270         | 100 %  |       |

|       | Nom                    | Parti                        | Nombre de voix | %      | Maj.  |
| ----- | ---------------------- | ---------------------------- | -------------- | ------ | ----- |
|       | Serge Cardin           | Parti québécois              | 15 909         | 42,1 % | 2 642 |
|       | Jean Charest (sortant) | Libéral                      | 13 267         | 35,1 % | -     |
|       | Philippe Girard        | Coalition avenir             | 4 457          | 11,8 % | -     |
|       | Christian Bibeau       | Québec solidaire             | 2 586          | 6,8 %  | -     |
|       | Évelyne Beaudin        | Option nationale             | 1 069          | 2,8 %  | -     |
|       | Suzanne Richer         | Vert                         | 407            | 1,1 %  | -     |
|       | Christian Clavet       | Parti indépendantiste (2008) | 73             | 0,2 %  | -     |
| Total | Total                  | Total                        | 37 768         | 100 %  |       |

### Résultats électoraux du Parti libéral du Québec sous Charest
| Partis | Partis                | Chef                     | Candidats | Sièges | Sièges | Voix      | Voix   | Voix    |
| Partis | Partis                | Chef                     | Candidats | 1994   | Élus   | Nb        | %      | +/-     |
| --- | --------------------- | ------------------------ | --------- | ------ | ------ | --------- | ------ | ------- |
| | Parti québécois       | Lucien Bouchard          | 124       | 77     | 76     | 1 744 240 | 42,9 % | -1,88 % |
| | Libéral               | Jean Charest             | 125       | 47     | 48     | 1 771 858 | 43,6 % | -0,85 % |
| | Action démocratique   | Mario Dumont             | 125       | 1      | 1      | 480 636   | 11,8 % | +5,35 % |
| | Démocratie socialiste | Paul Rose                | 97        | -      | -      | 24 097    | 0,6 %  | -0,26 % |
| | Égalité               | Keith Henderson          | 24        | -      | -      | 12 543    | 0,3 %  | -0,02 % |
| | Bloc pot              | Marc-Boris Saint-Maurice | 24        | -      | -      | 9 944     | 0,2 %  | -       |
| | Loi naturelle         |                          | 35        | -      | -      | 5 369     | 0,1 %  | -0,72 % |
| | Marxiste-léniniste    |                          | 24        | -      | -      | 2 747     | 0,1 %  | -0,04 % |
| | Parti innovateur      |                          | 20        | -      | -      | 2 484     | 0,1 %  | -0,01 % |
| | Communiste            | André Cloutier           | 20        | -      | -      | 2 113     | 0,1 %  | -0,02 % |
| | Indépendant           | Indépendant              | 39        | -      | -      | 12 441    | 0,3 %  | -1,38 % |
| Total | Total                 | Total                    | 657       | 125    | 125    | 4 068 472 | 100 %  |         |
| Le taux de participation lors de l'élection était de 78,3 % et 46 691 bulletins ont été rejetés. Il y avait 5 254 482 personnes inscrites sur la liste électorale pour l'élection. |                       |                          |           |        |        |           |        |         |

| Partis | Partis                | Chef                             | Candidats | Sièges | Sièges | Voix      | Voix   | Voix    |
| Partis | Partis                | Chef                             | Candidats | 1998   | Élus   | Nb        | %      | +/-     |
| --- | --------------------- | -------------------------------- | --------- | ------ | ------ | --------- | ------ | ------- |
| | Libéral               | Jean Charest                     | 125       | 48     | 76     | 1 755 863 | 46 %   | +2,44 % |
| | Parti québécois       | Bernard Landry                   | 125       | 76     | 45     | 1 269 183 | 33,2 % | -9,63 % |
| | Action démocratique   | Mario Dumont                     | 125       | 1      | 4      | 694 122   | 18,2 % | +6,37 % |
| | UFP                   | Pierre Dostie et Molly Alexander | 74        | -      | -      | 40 422    | 1,1 %  | -       |
| | Bloc pot              | Hugô St-Onge                     | 56        | -      | -      | 22 904    | 0,6 %  | +0,36 % |
| | Vert                  | Richard Savignac                 | 37        | -      | -      | 16 975    | 0,4 %  | -       |
| | Égalité               | Keith Henderson                  | 21        | -      | -      | 4 051     | 0,1 %  | -0,20 % |
| | Démocratie chrétienne | Gilles Noël                      | 25        | -      | -      | 3 226     | 0,1 %  | -0,11 % |
| | Marxiste-léniniste    | Claude Brunelle                  | 23        | -      | -      | 2 749     | 0,1 %  | +0,00 % |
| | Indépendant           | Indépendant                      | 35        | -      | -      | 8 269     | 0,2 %  | -0,09 % |
| Total | Total                 | Total                            | 646       | 125    | 125    | 3 817 764 | 100 %  |         |
| Le taux de participation lors de l'élection était de 70,4 % et 48 484 bulletins ont été rejetés. Il y avait 5 490 551 personnes inscrites sur la liste électorale pour l'élection. |                       |                                  |           |        |        |           |        |         |

| Partis | Partis                | Chef                           | Candidats | Sièges | Sièges | Voix      | Voix   | Voix     |
| Partis | Partis                | Chef                           | Candidats | 2003   | Élus   | Nb        | %      | +/-      |
| --- | --------------------- | ------------------------------ | --------- | ------ | ------ | --------- | ------ | -------- |
| | Libéral               | Jean Charest                   | 125       | 76     | 48     | 1 313 664 | 33,1 % | -12,91 % |
| | Action démocratique   | Mario Dumont                   | 125       | 4      | 41     | 1 224 412 | 30,8 % | +12,66 % |
| | Parti québécois       | André Boisclair                | 125       | 45     | 36     | 1 125 546 | 28,3 % | -4,89 %  |
| | Vert                  | Scott McKay                    | 108       | -      | -      | 152 885   | 3,9 %  | +3,41 %  |
| | Québec solidaire      | Amir Khadir et Françoise David | 123       | -      | -      | 144 418   | 3,6 %  | -        |
| | Marxiste-léniniste    | Claude Brunelle                | 24        | -      | -      | 2 091     | 0,1 %  | -0,02 %  |
| | Bloc pot              | Hugô St-Onge                   | 9         | -      | -      | 1 564     | 0 %    | -0,56 %  |
| | Démocratie chrétienne | Gilles Noël                    | 12        | -      | -      | 1 548     | 0 %    | -0,04 %  |
| | Indépendant           | Indépendant                    | 28        | -      | -      | 4 490     | 0,1 %  | -0,11 %  |
| Total | Total                 | Total                          | 679       | 125    | 125    | 3 970 618 | 100 %  |          |
| Le taux de participation lors de l'élection était de 71,2 % et 40 078 bulletins ont été rejetés. Il y avait 5 630 567 personnes inscrites sur la liste électorale pour l'élection. |                       |                                |           |        |        |           |        |          |

| Partis | Partis                       | Chef                                            | Candidats | Sièges | Sièges | Voix      | Voix   | Voix     |
| Partis | Partis                       | Chef                                            | Candidats | 2007   | Élus   | Nb        | %      | +/-      |
| --- | ---------------------------- | ----------------------------------------------- | --------- | ------ | ------ | --------- | ------ | -------- |
| | Libéral                      | Jean Charest                                    | 125       | 48     | 66     | 1 366 046 | 42,1 % | +9,00 %  |
| | Parti québécois              | Pauline Marois                                  | 125       | 36     | 51     | 1 141 751 | 35,2 % | +4,33 %  |
| | Action démocratique          | Mario Dumont                                    | 125       | 41     | 7      | 531 358   | 16,4 % | -11,98 % |
| | Québec solidaire             | Amir Khadir et Françoise David[réf. nécessaire] | 122       | -      | 1      | 122 618   | 3,8 %  | +0,14 %  |
| | Vert                         | Guy Rainville                                   | 80        | -      | -      | 70 393    | 2,2 %  | -1,68 %  |
| | Parti indépendantiste (2008) | Éric Tremblay                                   | 19        | -      | -      | 4 227     | 0,1 %  | -        |
| | Marxiste-léniniste           | Pierre Chénier                                  | 23        | -      | -      | 2 727     | 0,1 %  | +0,03 %  |
| | Parti durable                | Sébastien Girard                                | 1         | -      | -      | 567       | 0 %    | -        |
| | Parti république             | Gilles Paquette                                 | 1         | -      | -      | 140       | 0 %    | -        |
| | Indépendant                  | Indépendant                                     | 30        | -      | -      | 6 506     | 0,2 %  | +0,09 %  |
| Total | Total                        | Total                                           | 651       | 125    | 125    | 3 246 333 | 100 %  |          |
| Le taux de participation lors de l'élection était de 57,4 % et 49 581 bulletins ont été rejetés. Il y avait 5 738 811 personnes inscrites sur la liste électorale pour l'élection. |                              |                                                 |           |        |        |           |        |          |

| Partis | Partis                       | Chef                           | Candidats | Sièges | Sièges | Voix      | Voix   | Voix  |
| Partis | Partis                       | Chef                           | Candidats | 2008   | Élus   | Nb        | %      | +/-   |
| --- | ---------------------------- | ------------------------------ | --------- | ------ | ------ | --------- | ------ | ----- |
| | Parti québécois              | Pauline Marois                 | 125       | 51     | 54     | 1 393 703 | 31,9 % | -3,2  |
| | Libéral                      | Jean Charest                   | 125       | 66     | 50     | 1 360 968 | 31,2 % | -10,9 |
| | Coalition avenir             | François Legault               | 125       | 0      | 19     | 1 180 235 | 27,1 % | -     |
| | Québec solidaire             | Françoise David et Amir Khadir | 124       | 1      | 2      | 263 111   | 6 %    | +2,3  |
| | Option nationale             | Jean-Martin Aussant            | 120       | 0      | -      | 82 539    | 1,9 %  | -     |
| | Vert                         | Claude Sabourin                | 66        | -      | -      | 43 394    | 1 %    | -1,1  |
| | Conservateur                 | Luc Harvey                     | 27        | -      | -      | 7 654     | 0,2 %  | -     |
| | Coalition constituante       | Marc Fafard                    | 29        | -      | -      | 5 197     | 0,1 %  | -     |
| | Parti nul                    | Renaud Blais                   | 10        | -      | -      | 2 743     | 0,1 %  | -     |
| | Équipe autonomiste           | Guy Boivin                     | 17        | -      | -      | 2 182     | 0,1 %  | -     |
| | Union citoyenne              | Alexis St-Gelais               | 20        | -      | -      | 2 089     | 0 %    | -     |
| | Classe moyenne               | Jean Lavoie                    | 7         | -      | -      | 2 053     | 0 %    | -     |
| | Marxiste-léniniste           | Pierre Chénier                 | 25        | -      | -      | 1 969     | 0 %    | -0    |
| | Parti indépendantiste (2008) | Michel Lepage                  | 10        | -      | -      | 1 244     | 0 %    | -0,1  |
| | Unité nationale              | Paul Biron                     | 12        | -      | -      | 1 227     | 0 %    | -     |
| | Bloc pot                     | Hugô St-Onge                   | 2         | -      | -      | 420       | 0 %    | -     |
| | Révolution démocratique      | Robert Genesse                 | 1         | -      | -      | 256       | 0 %    | -     |
| | Parti équitable              | Yvan Rodrigue                  | 1         | -      | -      | 126       | 0 %    | -     |
| | Indépendant                  | Indépendant                    | 46        | -      | -      | 11 578    | 0,3 %  | +0,1  |
| | Action démocratique          |                                | 0         | 7      | -      | 0         | 0 %    | -     |
| Total | Total                        | Total                          | 892       | 125    | 125    | 4 362 688 | 100 %  |       |
| Le taux de participation lors de l'élection était de 74,6 % et 53 749 bulletins ont été rejetés. Il y avait 5 919 778 personnes inscrites sur la liste électorale pour l'élection. |                              |                                |           |        |        |           |        |       |